# Літургічні рукавиці

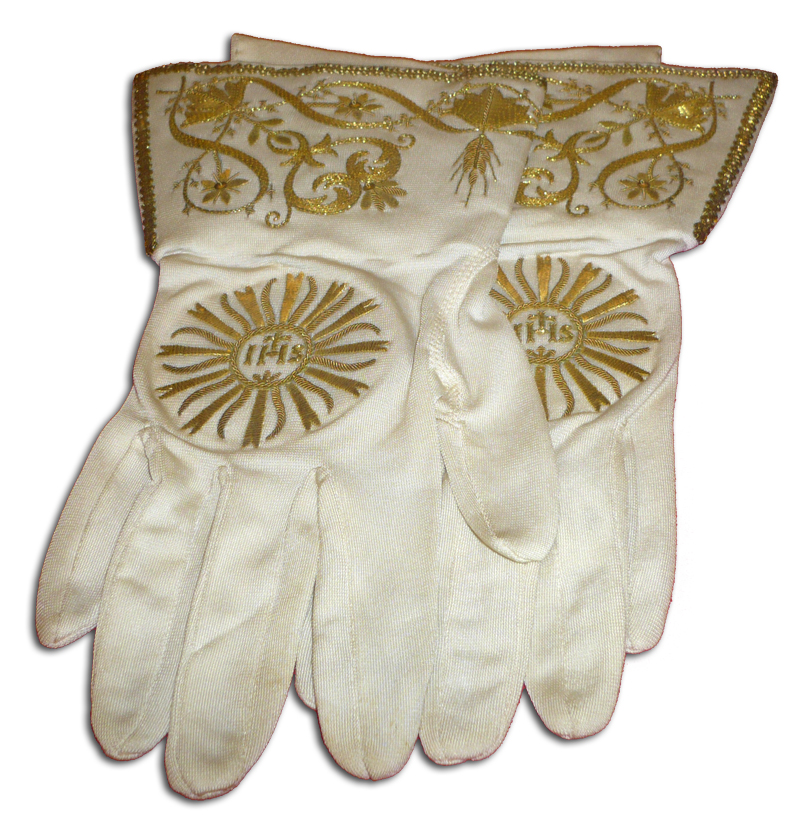
Білі літургічні рукавиці

Літургічні рукавиці, єпископські рукавиці, (лат. chirothecœ, раніше називалися також лат. manicœ, італ. wanti) — деталь літургійного одягу католицьких священиків, і єпископів, які він носить під час урочистої Меси. Літургічні рукавиці початку використовувалися для захисту рук від холоду в кам'яних храмах.

## Використання
Єпископські рукавиці одягаються і носяться з початку меси до оферторії, потім їх знімають. Рукавиці можуть бути майстерно прикрашені вишивкою або аплікаціями, у тому числі фігуративними (найчастіше у вигляді  хреста, у Середньовіччі могли бути інші зображення, наприклад, Божа десниця або агнця).
Спочатку літургійні рукавиці були білого, зрідка червоного кольору, але з XVI століття колір літургійних рукавичок, як і іншого літургійного одягу, став обумовлюватися характером святкування (але вони не могли бути чорними, оскільки ні в Страсну п'ятницю, ні при заупокійних месах їх не належить одягати). У той час як єпископські рукавички зазвичай зберігаються для єпископів, інші прелати, які мають право використовувати єпископський одяг, включаючи абатів, можуть використовувати їх також без спеціально наданого папського привілею.
У той час як використання літургійних рукавичок все ще дозволяється, зараз вони дуже рідко використовуються в звичайній формі меси і практично вийшли з ужитку (за винятком Католицької церкви Китаю), хоча до літургійних реформ Другого Ватиканського собору носіння літургійних рукавичок було обов'язковим. Найбільш часто літургійні рукавиці носяться в контексті екстраординарної форми  латинського обряду, тобто Тридентської меси. Рукавички розглядаються як символ чистоти, виконання гарної роботи та дбайливості у діях.

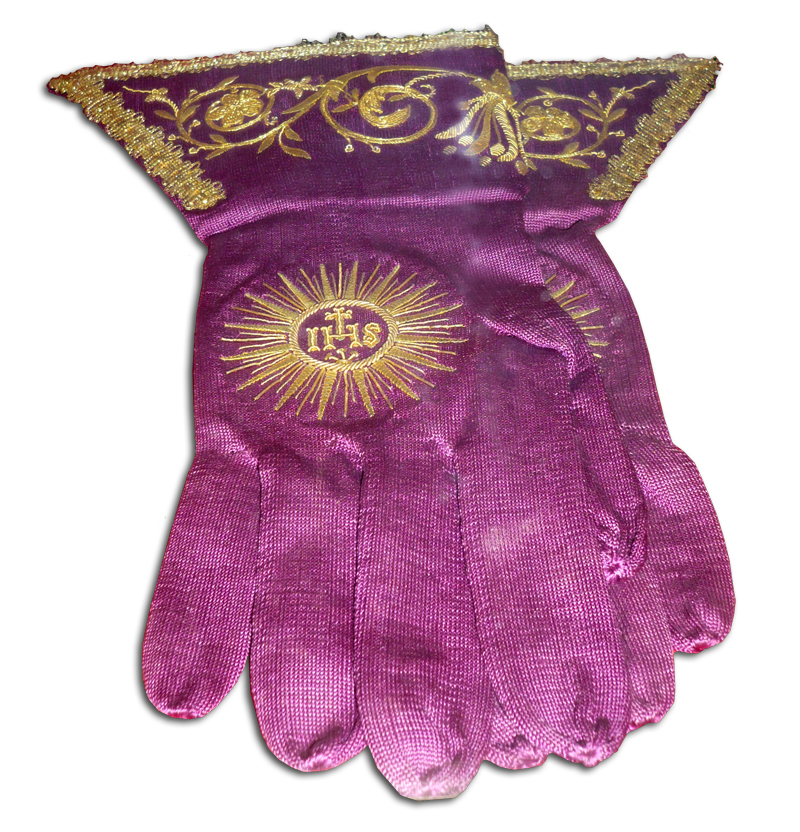
Фіолетові літургічні рукавиці

Cæremoniale Episcoporum, переглянуті у 1984 році, більше не накладають на єпископів римо-католицької церкви використання єпископських рукавиць при служінні урочистої меси, але вони все ще використовуються в у екстраординарній формі меси римського обряду. Традиціоналістські католицькі єпископи, включаючи седевакантистських єпископів, часто вважають обов'язковим для себе використання літургійних рукавичок, щоб показати їх відмінність від літургійних змін, внесених починаючи з Другого Ватиканського собору. Англо-католицькі та старокатолицькі єпископи також іноді використовують єпископські рукавички, особливо при служінні форм Тридентської Меси.
Єпископські рукавички використовуються тільки в Понтифікальній месі, і тільки до омивання рук перед Євхаристійною Жертвою. У дореформеному обряді рукоположення єпископа, єпископ, що посвячував іншого на єпископа, одягав рукавички на нововисвяченого тільки після благословення. Згідно з церемоніалом, літургійні рукавиці на праву руку єпископа надягав диякон, на ліву — субдиякон.

## Матеріал
Єпископські рукавички є виткані з шовку. Вони зазвичай прикрашені на верхній частині хрестом. Колір рукавичок повинен відповідати  літургійному кольору церковного свята або службі дня, коли їх носять; єпископські рукавички, однак, ніколи не бувають чорного кольору, оскільки вони не використовуються ні на Страсну п'ятницю, ні при заупокійній месі.

## Історія
Використання єпископських рукавиць стало загальноприйнятим в Римі, ймовірно, у X столітті. Поза Римом, вони використовувалися дещо раніше. Очевидно вони спочатку використовувалися у Франції, оскільки найраніші сліди традиції знайдені в цій країні, звідки це поступово поширювалося в усі інші частини католицьких країн і зрештою до Риму. Головною причиною для поширення використання було скоріше бажання забезпечити відповідну прикрасу для рук єпископа, ніж практичні міркування, такі як збереження чистоти рук і т. д. Єпископські рукавички належали спочатку єпископам, але раніше їх використання також надавалося іншим священнослужителям, таким чином не пізніше ніж у 1070 р., абат монастиря Сан-П'єтро в Чьело д'Оро у Павії отримав цей привілей, і є відомий сьогодні як перший випадок такого дозволу.
У середньовіччі ці рукавички в'язали або шили голкою. Рукавички, зроблені обома методами, відомі у Saint-Sernin в Тулузі, в Brignoles, в S. Trinità у Флоренції, в соборах Halberstadt і Brixen, в Новому Коледжі в Оксфорді, Conflens у Савої та інших місцях. У пізнішому середньовіччі стало загальноприйнято формувати манжет з довгим закладом, який висів вниз і був прикрашений китицею або невеликим дзвінком. Верхня частина рукавиць була завжди прикрашена, іноді вишитим медальйоном або іншою формою, іноді з металевим диском. Диск прикрашали перли та дорогоцінні камені. Рукавички були зроблені з шовкової нитки або тканини, рідко вовняні, іноді з тканого полотна. До кінця середньовіччя основним кольором був білий, хоча рукавички в Новому Коледжі Оксфорду — червоні, хоча відомі тільки з шістнадцятого століття.